# Sicherheitsdienst

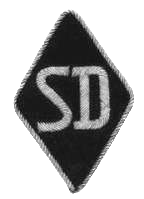

Sicherheitsdienst, titlu complet: Sicherheitsdienst des Reichsführers-SS, sau SD, era o agenție de informații a SS și a NSDAP.
A fost prima organizație fondată de Partidul nazist și era considerată o organizație soră a Gestapo.